# Lelaps pygata
Lelaps pygata är en stekelart som först beskrevs av Embrik Strand 1911.  Lelaps pygata ingår i släktet Lelaps och familjen puppglanssteklar. Inga underarter finns listade i Catalogue of Life.